# آدم آش
آدم آش (بالإنجليزية: Adam Ashe)‏ هو لاعب اتحاد الرغبي بريطاني، ولد في 24 يوليو 1993 في غلاسكو في المملكة المتحدة.

## وصلات خارجية
- آدم آش على موقع سلسلة سباعيات الرغبي العالمية - رجال (الإنجليزية)
- آدم آش عل موقع إسبنسكروم (الإنجليزية)
- آدم آش على موقع ItsRugby.co.uk (الإنجليزية)